# Xã Augusta, Quận Lac qui Parle, Minnesota
Xã Augusta (tiếng Anh: Augusta Township) là một xã thuộc quận Lac qui Parle, tiểu bang Minnesota, Hoa Kỳ. Năm 2010, dân số của xã này là 110 người.